# Scheuren (Wuppertal)
Schüren, Schueren und früher auch Scheuren genannt, war eine Ortslage in der bergischen Stadt Barmen, (heute zu Wuppertal). Die Ortslage ist aus einem der mittelalterlichen Ursprungshöfe Barmens hervorgegangen.

## Lage und Beschreibung
Der Ortsteil Schüren liegt zwischen der Bredde und Bachstraße im Osten, der Westkotter Straße und Wuppermannstraße im Norden, und dem Heubruch im Westen. Im Süden ist das Gebiet durch den Lauf des Mühlengrabens begrenzt. Der Ortsteil entstand aus dem ehemaligen Hof Scheuren der ungefähr an der Stelle lag, wo sich heute die Bredde, die Bachstraße, der Mühlenweg, und die Westkotter Straße kreuzen. Heute weist nur noch die Straße zur Scheuren auf den ehemaligen Hof hin.
Der Ortsteil Schüren ist vornehmlich Wohngebiet. Die Bebauung besteht vorwiegend aus modernen Mietsgebäuden, da der Ortsteil beim Bombenangriff auf Barmen weitgehend zerstört worden war. Nur noch einzelne der klassischen Fachwerkhäuser, wie Haus Hösterey am Mühlenweg sind erhalten geblieben. Die einzige größere Industrieanlage ist das Verwaltungsgebäude der Firma Vorwerk, die ursprünglichen Produktionsanlagen sind in den Nachkriegsjahren weitgehend abgerissen worden. Die ehemalige lutherische Friedenskirche lag an der Grenze zum Ortsteil Gemarke (heute Barmen-Mitte), wo heute das neue Rathausgebäude steht. Die Kirche wurde im Zweiten Weltkrieg zerstört und die Ruine später abgerissen. Nur das dazugehörige, 1914 eingeweihte Gemeindeheim, oder Friedensheim steht noch am Mühlenweg.
Am Scheuren stand auch die ehemalige Alte Synagoge in Barmen, die 1938 in der Reichspogromnacht niedergebrannt wurde; 1998–2002 wurde die neue Bergische Synagoge auf einem Grundstück hinter der Gemarker Kirche errichtet. Der Standort der alten Synagoge ist durch eine Gedenktafel markiert.

## Geschichte

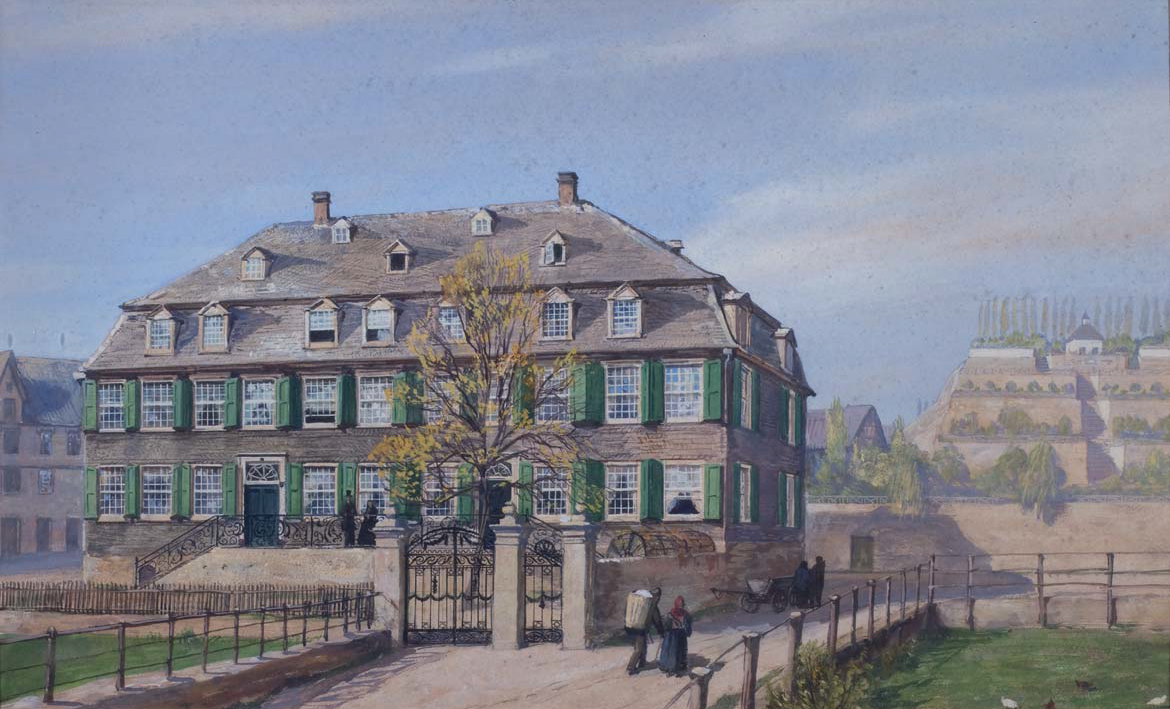
Haus Schüren auf einem Aquarell von Georg Macco

Der ehemalige Hof Scheuren war vermutlich ein Abspliss des ehemaligen Freigut Westkotten. Die heutige Westkotter Straße war der Weg, der Westkotten mit seinen ehemaligen Scheunen an den Wiesen des Wupper Tales verband. Diese Scheunen bildeten den Ursprung des Hofes der in der Beyenburger Amtsrechnung von 1466 erstmals erwähnt wurde. Der ursprüngliche Hof umfasste ein Gebiet von etwa 70 Morgen, zu dem Wiesen, Ackerland und Waldgebiet gehörten.
Die Lage des Hofes war sehr günstig: Im Norden gehörte der Wichelhausberg zum Hofgebiet; im Süden erstreckten sich Wiesen bis zum Mühlengraben, der die Grenze zum Werther Hof markierte. Die Wiesen wurden direkt vom Mühlengraben bewässert und boten deswegen ausgezeichnete Bedingungen für die Garnbleiche. Zu Beginn des 17. Jahrhunderts wurde der Hof durch Erbschaft geteilt, der mehr östlich gelegene Obere Scheuren fiel an die Familie Wuppermann. Der mehr westlich gelegene Untere Scheuren wurde nach einigen Erbstreitigkeiten von der Familie Wichelhaus und später von der Familie Beckmann übernommen. Die örtlichen Bezeichnungen Wichelhausberg und Beckmannshofstrasse weisen noch auf diese Besitzer hin. Sowohl die Familie Wuppermann wie auch Beckmann (später Beeckmann) waren wohlhabende Bleicher und Seidenhändler. Johann Carl Wuppermann erbaute sich mit Haus Schüren einen prächtigen Wohnsitz und legte hinter dem Haus auf dem Fatlohberg einen Terrassengarten an, der für Jahrzehnte als örtliche Attraktion galt.
Abraham Beeckmann vom Beckmannshof legte im ausgehenden 18. Jahrhundert auf eigene Kosten eine Brücke über den Mühlengraben an. Sein Ziel war es, zur besseren Erschließung des Scheurens die Verkehrsverbindung zur Gemarke zu verbessern. Er vergab mehrere Grundstücke entlang des Weges zur Barmer Mühle in Erbpacht, dort wurden neue Häuser errichtet, wodurch sich der Mühlenweg als wichtige Verbindung zwischen der Gemarke und dem Scheuren entwickelte.
Reinhard Theodor Wuppermann verbesserte dagegen die Verkehrsverbindung nach Osten, indem er auf seinem Bleichgrund einen Weg, die heutige Bachstraße, nach Wupperfeld anlegte. Dafür errichtete er ebenfalls eine Brücke über den Mühlengraben. Der alte Beckmannshof wurde 1818 verkauft, diente eine Weile als Gärtnerei und wurde dann gegen Mitte des 19. Jahrhunderts abgerissen. Das Hofhaus stand an der heutigen Straße Beckmannshof zwischen Mühlenweg und der Großen Flurstraße. Haus Schüren wurde in der Mitte des 19. Jahrhunderts verkauft und wurde später als Laden und Kontor benutzt. Beim Bombenangriff auf Barmen wurde es zerstört. Das Haus stand genau dort, wo sich heute die Bredde, die Bachstraße, der Mühlenweg, und die Westkotter Straße kreuzen.